# Ulrich von Löwendal
Ulrich Friedrich Woldemar Graf von Löwendal (franciául: Ulrich Frédéric Woldemar, Comte de Lowendal) (Hamburg, 1700. április 1. – Párizs, 1755. május 27.) skandináv származású német hadvezér, aki csaknem egész Európában megfordult, és végül Franciaország egyik marsallja lett.

## Élete
Löwendal 1700-ban született Hamburgban Woldemar von Löwendal dán–norvég nemesember fiaként. Anyja Dorothea von Brockdorff (1672–1706) volt. Már 1713-ban VI. Károly császár seregében szolgált, harcolt Lengyelországban és 1714-ben századosi rangot szerzett. Önkéntesként dán szolgálatba állt, majd 1716-ban visszatért a császári sereghez. A péterváradi csatában és Temesvár, illetve Belgrád ostroma során jeleskedett.
Később Erős Ágost szolgálatába állt, akitől tábornagyi rangot kapott, és a szász gyalogság főfelügyelője lett. 1733-ban Krakkó felkelőkkel szembeni védelmének megszervezésével tüntette ki magát. 1734-35-ben a Rajnánál állomásozó szász csapatokat vezette.
Orosz szolgálatba való lépése után 1739-ben Hotinnál vereséget mért a törökökre, majd 1741 és 1743 között finn területeken harcolt Svédország ellen.

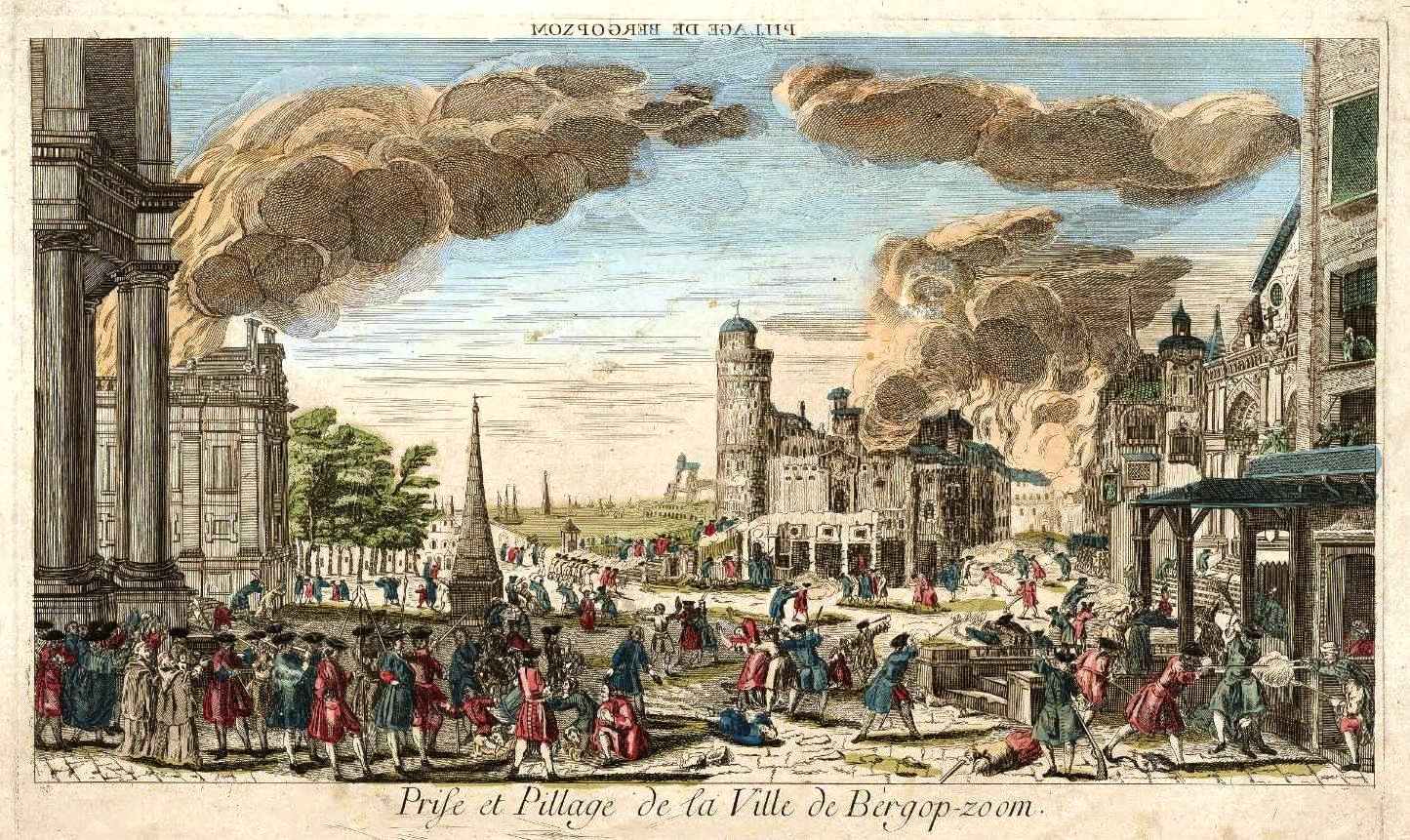
Bergen op Zoom bevétele 1747-ben

Ezt követően állt XV. Lajos szolgálatába. 1743-ban altábornaggyá nevezték ki és 1744-ben Menen, Ypern és Freiburg ostrománál jeleskedett. 1745-ben részt vett Szász Móric németalföldi hadjáratában. A fontenoy-i csata során a tartalékhadtestet irányította, majd a győztes csatát követően az ő irányításával foglalták el a francia csapatok Gentet, Oudenaardét, Oostendét és Nieuport-t, majd az ezt követő évben Sluis, Sas van Gent erődítményeit és még továbbiakat a Flandriában. A bevehetetlennek tartott Bergen op Zoom erődöt 1747 szeptember 6-án foglalta el gyalogsági rohammal, mely után a francia sereg két napon át tartó erőszakoskodása és fosztogatásba kezdett. Bár a pusztításért Szász Móric Löwendalt tette felelőssé, a királynak mégis így írt:
„Sire, il n’est pas de moyen terme, vous devez le pendre, ou le faire Maréchal de France.”
(„Sire, nincs középút, vagy felakasztatja, vagy megteszi Franciaország marsalljává.”)
XV. Lajos az utóbbit választotta. Így Löwendal a hadjárat végén részt vehetett Maastricht ostromában, az erőd május 7-én kapitulált.
Jórészt a háborús nyereségekből 1748-ban megvette a La Ferté-Saint-Aubin kastélyt Chambord szomszédságában.
1755-ben XV. Lajos teljhatalmú megbízottként kívánta alkalmazni a Poroszországgal való tárgyalások során annak érdekében, hogy megakadályozza a később hétéves háborúként ismertté vált konfliktus kitörését. Löwendal azonban május 27-én Párizsban elhunyt, és ezt a feladatot Louis Jules Mancini Mazarinire, Nivernais hercegére bízták.
Az 1743-ban felállított és róla elnevezett „de Lowendahl” gyalogezredet 1760-ban a „d’Anhalt” gyalogezredbe olvasztották be.

## Családja
- Löwendal kétszer nősült, első felesége Theodora Eugenia von Schmettau volt, akivel 1722. január 23-án kötött házasságot. A felesége Gottlieb von Schmettau szász tábornok lánya volt. Négy gyermekük született, mielőtt 1736-ban elváltak.
- 1736. november 13-án vette feleségül Barbe Madeleine Szembeket, akitől szintén négy gyermeke született.

## Fordítás
- Ez a szócikk részben vagy egészben  az   Ulrich von Löwendal című német Wikipédia-szócikk ezen változatának fordításán alapul.  Az eredeti cikk szerkesztőit annak laptörténete sorolja fel. Ez a jelzés csupán a megfogalmazás eredetét és a szerzői jogokat jelzi, nem szolgál a cikkben szereplő információk forrásmegjelöléseként.
- Ez a szócikk részben vagy egészben  az   Ulrich Frédéric Woldemar, Comte de Lowendal című angol Wikipédia-szócikk ezen változatának fordításán alapul.  Az eredeti cikk szerkesztőit annak laptörténete sorolja fel. Ez a jelzés csupán a megfogalmazás eredetét és a szerzői jogokat jelzi, nem szolgál a cikkben szereplő információk forrásmegjelöléseként.